# Haematopota molesta
Haematopota molesta är en tvåvingeart som beskrevs av Austen 1908. Haematopota molesta ingår i släktet Haematopota och familjen bromsar.
Artens utbredningsområde är Kongo. Inga underarter finns listade i Catalogue of Life.